# Haciendas de Menores

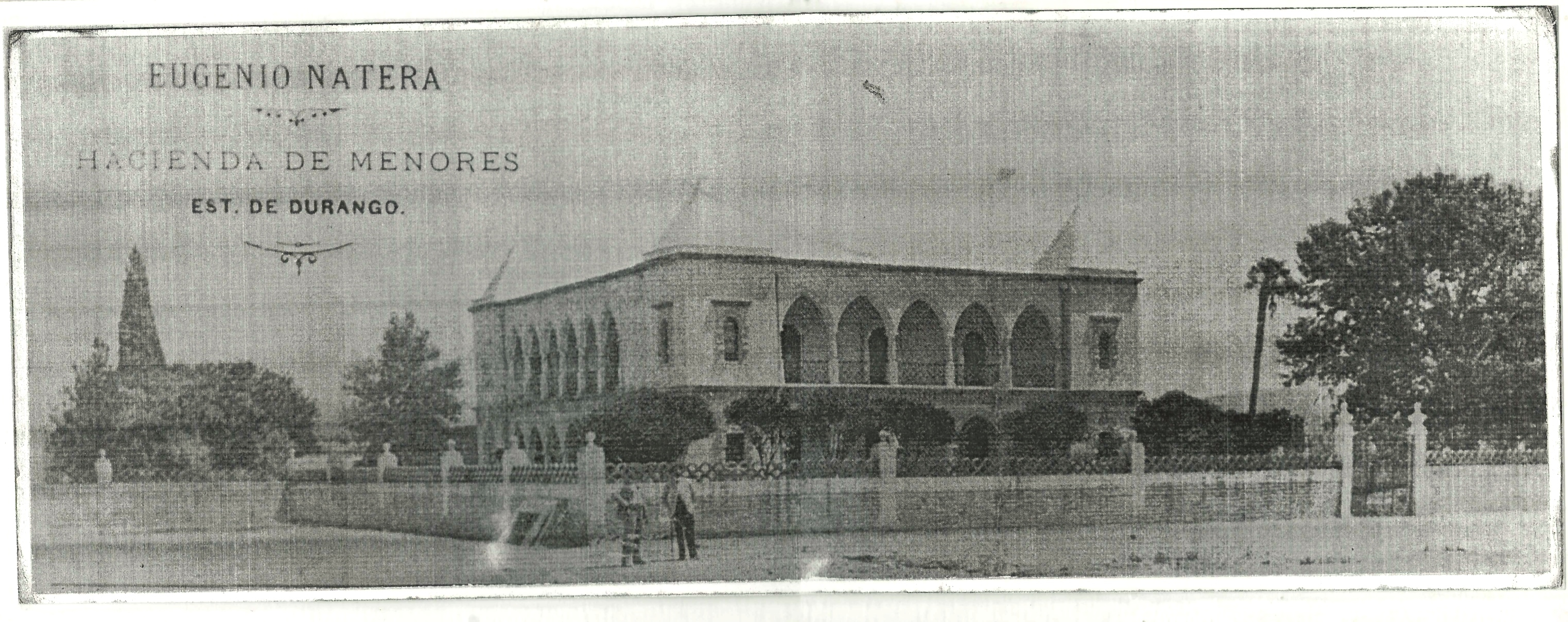
Fotografía de la casa de la Hacienda de San Miguel de los Menores de Abajo, mandada construir por Eugenio Natera e inaugurada en 1905.

Las Haciendas de Menores se encontraban localizadas en el norte del valle de San Juan del Río, en el centro del Estado de Durango, hasta que fueron afectadas por el reparto agrario de la década de los años treinta y consecuentemente convertidas en ejidos. Las dos haciendas, San Miguel de los Menores de Abajo y San Antonio de los Menores de Arriba, fueron propiedad de las mismas familias a lo largo de su historia, y tuvieron su época de esplendor bajo propiedad de los Natera a finales del siglo XIX.
Las fincas de los Menores de Arriba y Menores de Abajo fueron nombradas como tal tras ser heredadas por los hijos de Miguel de Ontiveros en 1655, quienes eran menores de edad al fallecer prematuramente su padre. 
En 1929, San Miguel de los Menores de Abajo contaba con una extensión de 12,410 hectáreas, y tenía un valor fiscal de 39,680 pesos. Por otro lado, San Antonio de los Menores de Arriba tenía una extensión de 23,300 hectáreas y un valor fiscal de 38,100 pesos en el mismo año. La primera cambió su nombre a Francisco Primo de Verdad al ser convertida en ejido el 17 de marzo de 1931, y la segunda fue llamada José María Patoni tras su repartición el 3 de febrero de 1936.

## Origen y propietarios
La ocupación española del valle de San Juan del Río comenzó con la llegada de Francisco de Ibarra en 1562, quien, atraído por la riqueza y fertilidad de estas tierras, buscaba la conquista de la Nueva Vizcaya. El proceso de colonización del valle continuó con el asentamiento de los franciscanos, quienes en 1572 fundaron el convento de San Francisco de San Juan del Río, donde vivían treinta familias de zacatecos. La región se desarrolló con el sembrado de trigo, maíz y la crianza de ganado.
Juan de Ontiveros fue el primero en ocupar la parte norte del valle, y heredó las tierras que dieron origen a las Haciendas de Menores a su hijo Miguel en 1616, quien formó de ellas dos estancias y las nombró San Miguel y San Antonio. Ambas fincas pertenecieron a la familia Ontiveros hasta finales del siglo XVII, cuando pasaron a ser propiedad de Pedro Díaz de Valdez y su hijo Francisco. En 1720, este último las vendió a su hermana, Guadalupe, y a su cuñado, Sebastián de Quiñones.
En 1744, ambas estancias pasaron a manos de Antonio del Fierro Zavala y su esposa Tomasa Ruiz de León; desde entonces y hasta el reparto agrario, fueron propiedad de los descendientes de este matrimonio. En 1766, sus hijos, Vicente Antonio y José Francisco del Fierro y Ruiz, heredaron Menores de Abajo y Menores de Arriba, respectivamente. Tras ser ambas fincas legadas al sobrino de Vicente Antonio en 1820, José Francisco del Fierro Bustamante, finalmente fueron vendidas por sus herederos a su hija, Josefa del Fierro Zuloaga, y su esposo, Mauricio Natera, en 1856.

## Las haciendas bajo propiedad de la familia Natera

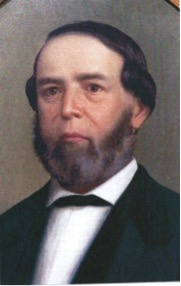
Mauricio Natera: Óleo sobre tela de Juan Cordero

Josefa del Fierro Zuloaga y Mauricio Natera Iribarren contrajeron matrimonio el 28 de enero de 1847 y se instalaron en las Haciendas de Menores. Tuvieron un inicio complicado, debido a que en ese tiempo México tuvo que hacer frente la guerra con Estados Unidos y la pareja estuvo sujeta al pago de contribuciones forzosas para financiar la contienda. Los norteamericanos llegaron a ocupar la parte norte del país, y en mayo de 1847 invadieron el pueblo de Mapimí, en el norte de Durango, causando severos daños a las huertas y maltratando a la población en algunos casos.
La situación se tornó más compleja cuando en el partido de San Juan del Río se hizo presente una epidemia de cólera, la cual fue difícil de controlar por la falta de educación y médicos. Otro problema de la época fueron las invasiones de indios, comanches y apaches en la región, incrementándose la cantidad de robos y asesinatos.

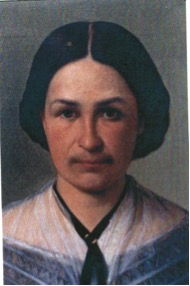
Josefa del Fierro: Óleo sobre tela de Juan Cordero

El 15 de julio de 1850, un grupo de 50 comanches apareció en la sierra de Gamón, frente a las Haciendas de Menores. El pueblo fue alertado por un pastor de ovejas que vio al grupo de guerreros, y en las haciendas prosiguieron a formar barricadas alrededor de la casa grande y de la capilla. Dos días después, a las dos de la tarde, llegó el capitán tercero de la caballería D.J. Raudón, acompañado por 50 hombres, a emprender la persecución de los indios. Estos regresaron a la hacienda al amanecer, sin haber podido alcanzar al grupo de comanches. Finalmente, este mismo día en la tarde, las tropas fueron avisadas de la nueva ubicación del grupo y los atacaron, resultando en la huida de algunos indios y en cinco heridos de la tropa.
Las Haciendas comenzaron a vivir un nuevo periodo de inestabilidad al acentuarse las tensiones entre liberales y conservadores, que desembocarían en la guerra civil de 1858 a 1861. La división entre los habitantes de San Juan del Río se empeoró al expedirse la Ley Lerdo, con la cual varias fincas pasaron de manos de la Iglesia a particulares.
Frente a la Intervención Francesa, inclusive propietarios que habían simpatizado con el Partido Conservador durante la Guerra de Reforma apoyaron la causa de la República, percatándose del peligro de la invasión francesa. Fue en ese entonces cuando llegaron a las Haciendas de Menores el General José María Patoni y un grupo de 80 soldados juaristas, recibidos por Mauricio Natera. Seguidos por las tropas francesas al mando del general De Courcy, les hicieron frente al siguiente día sin éxito, y los franceses continuaron su paso hacia el norte hasta rumbo a Nazas.
En 1878, al fallecer Josefa, Mauricio fraccionó Menores y le concedió sus herencias a sus tres hijos: Menores de Arriba a Luis, Santa Rosalía a Francisco y Menores de Abajo a Eugenio Natera Fierro. Mauricio falleció en 1879 y fue sepultado en la capilla de San Miguel. Tan solo unos años después, en 1896, recibirían en Menores a Doroteo Arango, quien más tarde sería conocido como Pancho Villa.
A pesar de estas situaciones, las Haciendas de Menores sobresalieron durante la época de los Natera. El 28 de noviembre de 1896, Eugenio Natera recibió el permiso del gobierno estatal para la construcción de una fábrica de jabones, llamada “La Perla”, instalada en Menores de Abajo junto con un molino de aceite a base de semilla de algodón. Por otro lado, Luis Natera instaló un molino de harina de trigo en Menores de Arriba, uno de los cultivos principales de San Juan del Río.
Además, Eugenio, destacado en el arte de la charrería, fue comisionado por Porfirio Díaz para representar al país en la Exposición Internacional de París de 1889. A su regreso a México contrajo matrimonio con Luisa Bonhomme y  ordenó la construcción de una nueva casa en Menores de Abajo, al estilo francés, inaugurada en 1905. Ésta contaba con cuatro torres, dos plantas, jardines y un lago artificial.

## La Revolución Mexicana
La llegada de 1910 exhibió la naturaleza arcaica del régimen de Porfirio Díaz, el cual a pesar de haber traído inversión extranjera y haber industrializado al país, acrecentó la desigualdad social.  Con el triunfo de Francisco I. Madero, se dio inicio a una serie de levantamientos que buscaban reformas sociales, entre los que se destacó el Plan de la Empacadora de Pascual Orozco. En el estado de Durango, los jefes orozquistas Benjamín Argumedo, Che Ché Campos y el Indio Mariano formaron guerrillas en marzo de 1912.
“El 5 de junio de 1912, Pedro Ortiz, un cabecilla orozquista, se acercó al pueblo (de San Juan del Río) con 100 hombres y trató de tomarlo sin éxito. Unos días más tarde, el 1° de junio a las 4 a.m., otra partida de rebeldes atacó la plaza por el lado del río.”  Durante el resto del año, San Juan del Río y otros pueblos de Durango como Nazas y Rodeo sufrieron las olas de destrucción que trajeron consigo invasiones esporádicas de Pedro Ortiz, Campos y el Indio Mariano. Este último entró a San Juan el 3 de diciembre e incendió una gran cantidad de casas. Tras ello, salió rumbo a Peñón Blanco y su guerrilla fue derrotada por el teniente coronel de auxiliares Pablo González.
Consecuentemente, el Indio Mariano huyó hacia Menores de Abajo, y en la hacienda se reaprovisionó, incendió la casa grande y la fábrica de jabones, saqueó las bodegas y mató al ganado. En su salida, destruyó también la casa de Menores de Arriba. Estas fueron completamente destruidas por el fuego. Más tarde, la guerrilla de Campos terminó de saquear Menores de Arriba y prosiguió por quemar todo el algodón almacenado ahí.

## Reparto agrario y desintegración
Hacia 1912, tras fallecer Luis Natera, las Haciendas de Menores fueron heredadas por sus hijos Mauricio, legado Menores de Arriba, y Josefina Natera de Fernández, quién recibió Menores de Abajo. Con el tiempo, después de la Revolución, pudieron volver a ser trabajadas, e inclusive Mauricio logró volver a emplear el molino de trigo. Sin embargo, lo único que había quedado tras la guerra civil fue la Capilla de San Miguel.
“Siendo presidente de la República el Ingeniero Pascual Ortiz Rubio se emitió un decreto el 17 de marzo de 1931 por el cual la hacienda de San Miguel de los Menores de Abajo se convirtió en ejido, siendo la afectación de 2,090 hectáreas que benefició a 127 nuevos ejidatarios. […] Diez años más tarde, una segunda afectación sobre 2,162 hectáreas benefició a 64 ejidatarios, con esto la muerte de la hacienda estaba consumada.”
Debido a la Guerra Cristera o conflicto del Estado con la Iglesia, a principios de los años treinta también fueron renombradas las Haciendas de Menores, convirtiéndose San Miguel en el ejido Francisco Primo de Verdad, de la época de la Independencia, y San Antonio en José María Patoni, recordándose como héroe duranguense de la Guerra de Reforma. Menores de Arriba también fue repartida el 3 de febrero de 1936, siendo afectadas 1866 hectáreas repartidas a 98 ejidatarios. En el mismo año lo que restaba de Menores de Arriba fue heredado por los hijos de José Francisco Natera. La propiedad fue dividida entre Antonio, Luis y Ana María. Tras la muerte del primero en 1963, los otros hermanos vendieron algunas propiedades y otras fueron heredadas al cónyuge que les sobrevivió y quien posteriormente los heredara.
Hacia 1984 el ejido de Francisco primo de Verdad contaba con 1,058 habitantes y el de José María Patoni con 931. En la actualidad, el primero tiene unos 150 hogares en total y una población de 574 personas, de las cuales 111 cuentan con más de 60 años.  El segundo ejido cuenta hoy con 436 personas y 109 hogares, de las cuales todas tienen acceso a luz eléctrica y 78 tienen instalaciones sanitarias. La mediana de escolaridad de la población es de siete años.

## La Capilla de San Miguel
La capilla, que fue respetada durante la destrucción de las Haciendas en la Revolución Mexicana, fue edificada en 1764 por Antonio del Fierro y su hijo, el bachiller Vicente Antonio, quien mandó a construir los retablos. Fue construida de adobe y su interior está techado de viguería.
“Son interesantes los retablos dorados, formados por un cuerpo con dos columnas estípites y un remate, al centró está San Miguel, patrono de la hacienda, en un nicho enmarcado con cortinajes. En los pedestales de los lados se localizan los santos Antonio de Padua y Francisco de Asís, de gran veneración en la región.”
El interior de la capilla también conserva una pintura de la Virgen de Dolores y una de la Virgen de Guadalupe, obra de Andrés López de 1791.
La capilla es uno de los sitios de interés del Camino Real de Tierra Adentro, declarado Patrimonio de la Humanidad por la UNESCO en 2010.

## Los Castillos de Menores
Alrededor de las Haciendas de Menores también se encuentran formaciones rocosas creadas por la erosión, que por su particular figura son conocidos como castillos. Entre ellos, destaca el que fue conocido durante el siglo XVIII como el Castillo de Fuenterrabía, hallado al oeste de Menores de Abajo.
Además, los castillos dieron origen a varias leyendas contadas por los habitantes de la región. Algunos hablan de que cada Jueves Santo aparece una puerta que permite ver el interior del castillo, y que quien sea capaz de verla queda completamente asombrado por su belleza.